# Fowler (Colorado)
Fowler és una població dels Estats Units a l'estat de Colorado. Segons el cens del 2000 tenia 106 habitants.

## Demografia
Segons el cens del 2000, Fowler tenia 1.206 habitants, 521 habitatges, i 330 famílies. La densitat de població era de 950,3 habitants per km².
Dels 521 habitatges en un 25,9% hi vivien nens de menys de 18 anys, en un 52,8% hi vivien parelles casades, en un 7,7% dones solteres, i en un 36,5% no eren unitats familiars. En el 34,5% dels habitatges hi vivien persones soles el 16,3% de les quals corresponia a persones de 65 anys o més que vivien soles. El nombre mitjà de persones vivint en cada habitatge era de 2,22 i el nombre mitjà de persones que vivien en cada família era de 2,87.
Per edats la població es repartia de la següent manera: un 22,3% tenia menys de 18 anys, un 7,5% entre 18 i 24, un 22,5% entre 25 i 44, un 23,1% de 45 a 60 i un 24,6% 65 anys o més.
L'edat mediana era de 43 anys. Per cada 100 dones de 18 o més anys hi havia 79,2 homes.
La renda mediana per habitatge era de 25.761 $ i la renda mediana per família de 32.143 $. Els homes tenien una renda mediana de 25.536 $ mentre que les dones 20.750 $. La renda per capita de la població era de 15.501 $. Entorn de l'11,3% de les famílies i l'11,9% de la població estaven per davall del llindar de pobresa.

## Poblacions més properes
El següent diagrama mostra les poblacions més properes.